# Amoa
Amoa is een geslacht van haften (Ephemeroptera) uit de familie Leptophlebiidae.

## Soorten
Het geslacht Amoa omvat de volgende soorten:
- Amoa cressonensis
- Amoa fronini
- Amoa hebes
- Amoa orthogonia
- Amoa subsolana